# Émile Roux
Pierre Paul Émile Roux (* 17. prosince 1853 Confolens v departementu Charente - 3. listopadu 1933 Paříž) byl francouzský lékař, bakteriolog a průkopník mikrobiologie.
Roux chodil do školy v Aurillacu a Puy. Studoval od roku 1872 do roku 1873 medicínu v Clermont-Ferrandu a pak v letech 1874 až 1878 v Paříži.
Spolu s Louisem Pasteurem, jehož byl studentem a pak asistentem, prováděl Émile Roux důležitý výzkum příčin infekčních nemocí a principů očkování. V Pasteurově institutu, který byl otevřen v roce 1888, učil Roux mikrobiologii a vedl Service de Microbie Technique. Jako nástupce Émila Duclauxe pak v roce 1904 převzal vedení ústavu.
Émile Roux objevil v roce 1889 toxin záškrtu a od roku 1894 vyvinul sérovou terapii proti záškrtu. Spolu s Alexandrem Yersinem v roce 1888 demonstroval, že příznaky moru nejsou způsobeny samotnými bakteriemi, ale jedem, který tyto bakterie vylučují za nepřítomnosti kyslíku. S Edmondem Nocardem objevil v roce 1898 Mycoplasma mycoides, původce plicní nákazy skotu, první známou mycoplasmu.
V roce 1917 byla Rouxovi udělena Copleyho medaile. V roce 1899 byl zvolen členem Francouzské akademie věd a v roce 1913 zahraničním členem Královské společnosti. V roce 1925 se stal čestným členem Ruské akademie věd. V roce 1945 byla po něm pojmenována francouzská vojenská nemocnice v Tübingenu (byla v provozu do roku 1982). Jeho jméno nese Cape Roux v Antarktidě.